# 日本航空安全啓発センター
日本航空安全啓発センター（にほんこうくうあんぜんけいはつセンター、単に安全啓発センターとも）は、日本航空（以下、JAL）が航空安全を啓発するために運営する教育・展示・研修施設である。

## 概要
開設当初、東京都大田区の東京国際空港（羽田空港）第2総合ビル2階にあり、東京モノレール・整備場駅から徒歩5分圏内の場所にあったが、2013年（平成25年）9月30日を以って一時閉館し、同年12月10日より新整備場駅近くにあるJALメインテナンスセンター1内6階に場所を移し、再び開館された。
安全啓発センターの主な目的は、JALグループ社員の安全意識の確立である。主な展示は1985年に起きた日本航空123便墜落事故に関するものである。

## 沿革
1985年（昭和60年）8月12日、東京国際空港（羽田空港）18:00発・大阪国際空港（伊丹空港）行きの日本航空123便は、群馬県多野郡上野村にある高天原山（御巣鷹の尾根）に墜落した。単独機による墜落事故としては世界最悪の犠牲者数、前例のないものであった。
事故から遡って1978年（昭和53年）に起きた「日本航空115便しりもち事故」で、ボーイング747の後部圧力隔壁にボーイングによって不適切な修理が行われたのが原因で、致命的な構造的欠陥を引き出したことにより、墜落事故は発生した。
2004年（平成16年）に、JALグループに度重なる重大インシデントが起き、国土交通大臣より安全に関する業務改善命令を受けたことにより、科学・航空・危機管理で著名な作家、柳田邦男を座長とする、外部の安全に関する専門家5名で構成される第三者調査委員が、2005年（平成17年）にJALによって設立された。委員会は、安全啓発センターの構築を推奨した。
2006年（平成18年）4月24日、安全啓発センターが開館、金崎豊が館長となった。安全啓発センターの主な目的の一つが、JAL従業員の安全意識の確立であった。2012年（平成27年）からは、JALグループの社員35,000人に、安全啓発センターの見学を義務づけた。
事故から30年が経過した2015年（平成27年）には、JAL従業員の9割以上が事故後の1986年（昭和61年）以降の入社となる中、年間延べ2万人が訪れ、同年9月18日には秋篠宮文仁親王と紀子妃が安全啓発センターを視察している。
2024年1月10日には同年1月2日に発生した羽田空港地上衝突事故で炎上したエアバスA350型機の残骸を将来的にこのセンターで保存するため、国土交通省やエンジンメーカーに相談していることが報道された。

## 所在地
安全啓発センターは開設当初、東京国際空港整備区域の特徴のない日本航空ビル内、東京モノレール羽田空港線整備場駅近辺にあったが、2013年（平成25年）10月1日に閉館し、同年12月10日より東京モノレール羽田空港線新整備場駅付近のM1ビル内6階に移設されている。
無料で一般公開されているが、JALグループ従業員の社員教育が優先されるため事前予約が必要で、施設が指定した集合時間に参集して見学する形となり、12歳未満の見学はできない。

## 展示

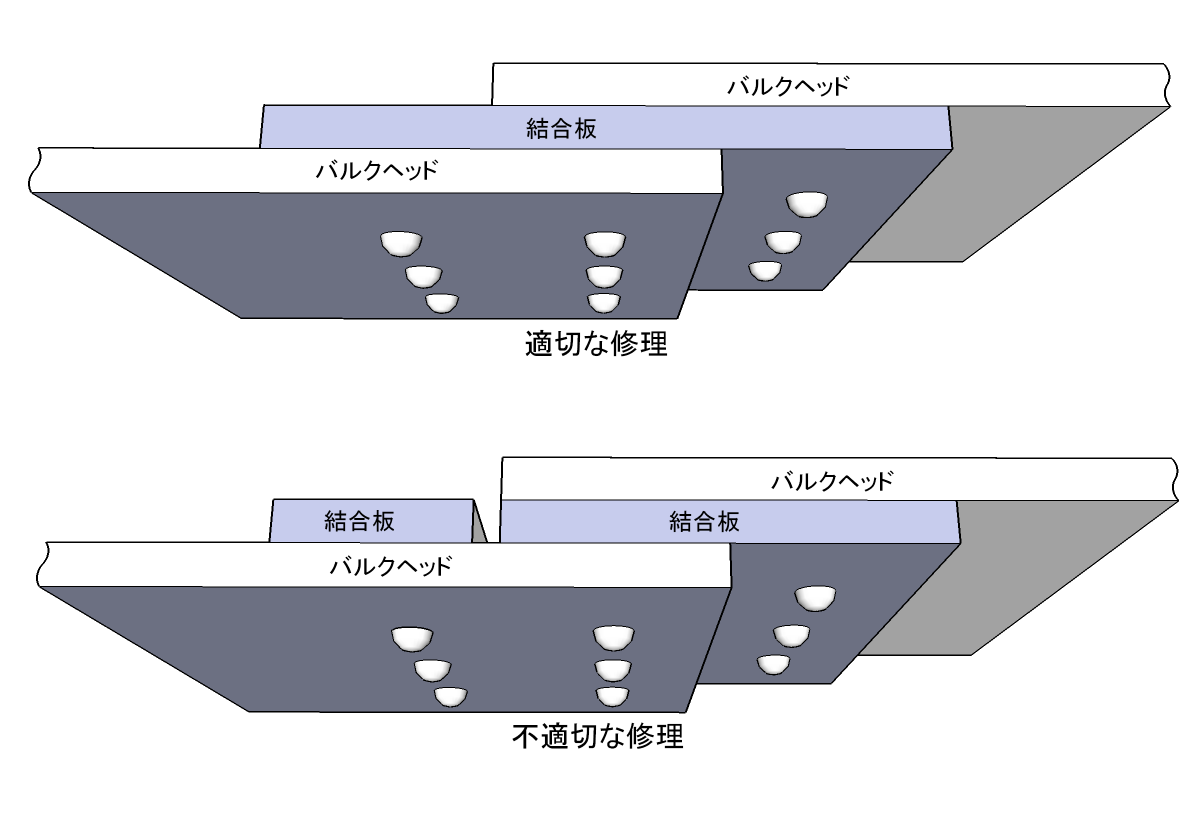
不適切な修理の図解

後部胴体や尾翼の残骸、後部圧力隔壁、ボイスレコーダー、フライトデータレコーダーのグラフ、破壊されたエコノミークラスの座席、救命胴衣、乗客の腕時計、事故に関する新聞記事、そして事故の様子を捉えた写真が展示され、また図書室が附属しており、社員研修に使用されている。一般人の訪問時には、安全啓発センターの職員によるガイドが付く。
事故機は、トラブル発生後直ちに墜落した訳ではなく、乗客が遺書や家族に宛てた手紙を書く時間があった。それらのうち幾つかが展示されている。また、JALにおける他の歴史的な航空機事故をも展示している。
移転前の安全啓発センターの床面積は622 m2だったが、移転後はおよそ1,000 m2に拡大された。